# Ganggrab von Gammelenge

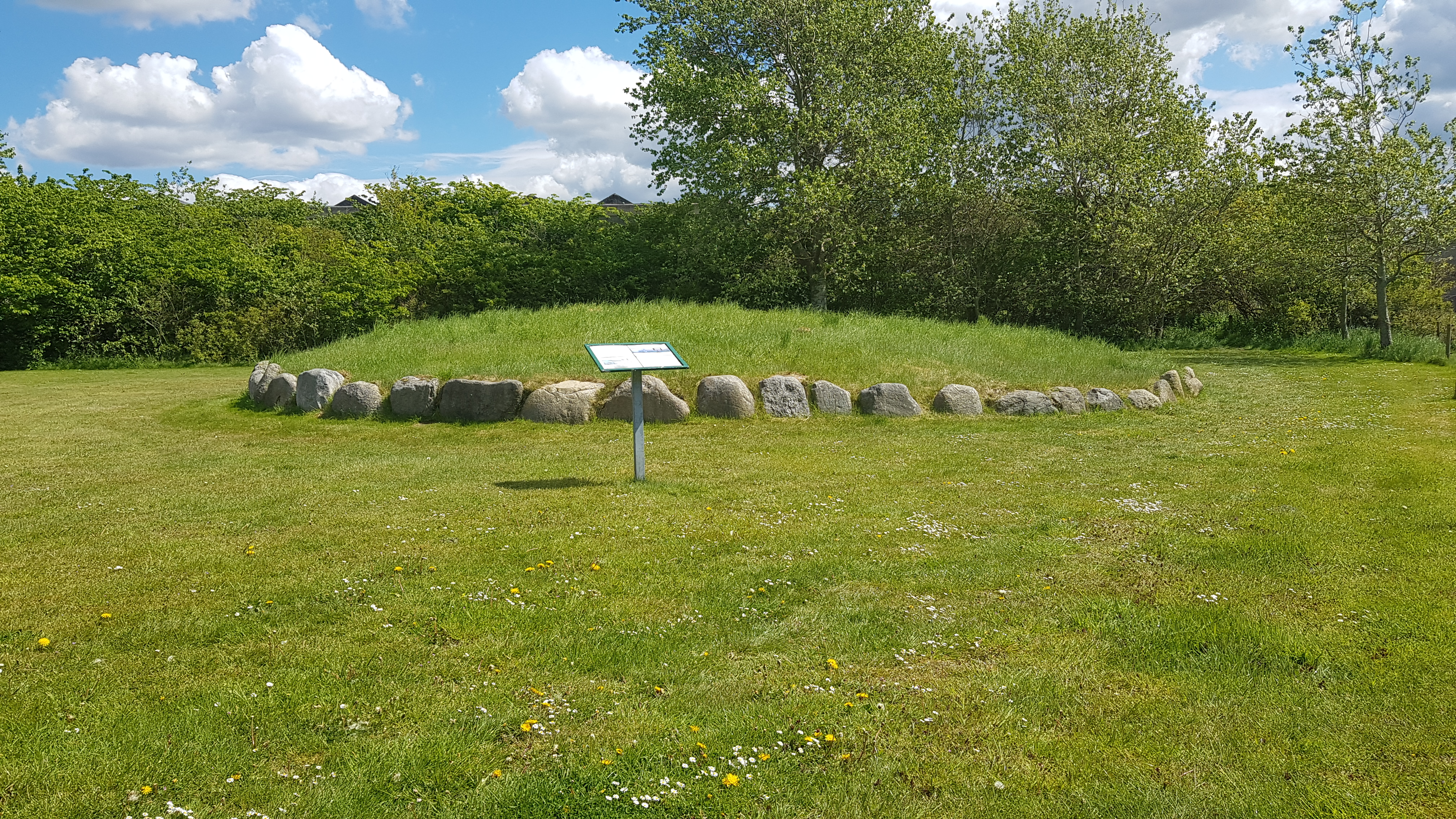
Ganggrab von Gammelenge

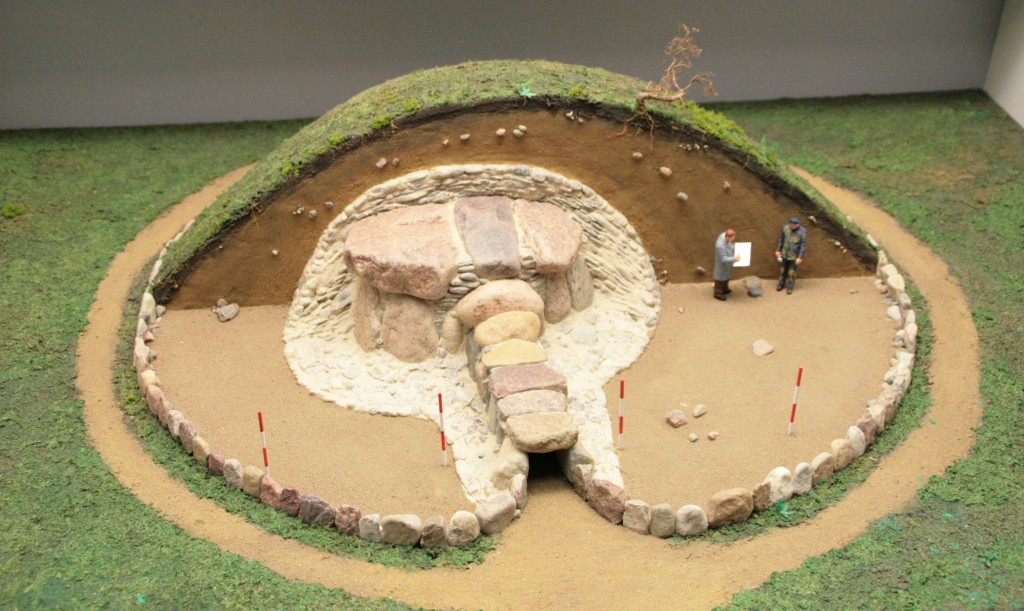
Ganggrabmodell

Das rekonstruierte Ganggrab von Gammelenge (Nr. 210202-70 deutsch „alte Wiese“) liegt im äußersten Südwesten Jütlands in Dänemark vor den Deichen, 1,5 km  nordöstlich von Højer bei Tønder. Es stammt aus der Jungsteinzeit und ist eine Megalithanlage der Trichterbecherkultur (TBK). Das Ganggrab ist eine Bauform jungsteinzeitlicher Megalithanlagen, die aus einer Kammer und einem baulich abgesetzten, lateralen Gang besteht. Diese Form ist primär in Dänemark, Deutschland und Skandinavien, sowie vereinzelt in Frankreich und den Niederlanden zu finden. Als Folge des Meeresspiegelanstiegs im Wattenmeer wurde es nach und nach mit einer 1,6 m dicken Schlammschicht bedeckt und geriet in Vergessenheit.
1975 entwässerte der Grundbesitzer sein Land in Gammelenge, stieß auf einige große Steine und informierte das Museum in Haderslev. Es wurde festgestellt, dass es sich wahrscheinlich um einen Dolmen handelt, der 1989 ausgegraben wurde.
Gefunden wurde ein fast intakter Randsteinkreis von etwa 16,0 m Durchmesser. Im Süden des Kreises lag der Zugang zur stark außermittig liegenden Kammer. Der Gang bestand ursprünglich aus fünf Steinen, von denen nur einer erhalten war. Die Kammer war weitgehend zerstört. Nur ein Stein und die Reste dreier anderer waren erhalten. Die Kammer des etwa 8,0 m² großen und mannshohen ovalen Ganggrabes (dänisch Jættestuen –  „Riesenstube“) kann aus bis zu 17 Trag- und Decksteinen bestanden haben.
Obwohl die Kammer zerstört war, war der Kammerboden intakt. Es gab Spuren von mindestens zwei Bestattungen. In einer Ecke wurden Holzreste eines Sarges gefunden, der u. a. ein paar Scherben, vier Bernsteinperlen und eine Streitaxt enthielt und von einer Nachbestattung der Einzelgrabkultur von etwa 2700 v. Chr. stammte.
Unter einer Schicht aus weißem zerbranntem Feuerstein wurden die Spuren der ältesten Bestattung gefunden. Erhalten waren eine muldenförmige Grablege und die kleine schmale Klinge einer Feuersteinaxt der TBK, die zeigt, dass das Ganggrab um 3200 v. Chr. errichtet wurde.
Seitlich des Zugangs lagen viele Scherben von geopferten Gefäßen. Die gefundenen Bernsteinperlen, Feuersteinwerkzeuge und der weiße zerbrannte Feuerstein stammen von ausgeräumten Bestattungen aus der Kammer. Nur das älteste Grab blieb unberührt.